# رايموند تاراس
رايموند تاراس هو عالم سياسة كندي، ولد في 1946 في مونتريال في كندا.